# Ælle (Deira)

Deira und seine Nachbarreiche

Ælle (auch: Ælla, Aelle, Aelli, Aillus; † 588/590) war der erste bekannte König des angelsächsischen Königreiches Deira im 6. Jahrhundert.

## Leben

### Familie
Ælle war ein Sohn des Yffi und führte seine Abstammung auf Woden zurück. Sein Bruder Ælfric trat geschichtlich nicht in Erscheinung. Möglicherweise war Ælles Nachfolger Æthelric ebenfalls sein Bruder. Ælle hatte mindestens zwei Kinder: den Sohn Edwin, der von 616 bis 633 ebenfalls König war und die Tochter Acha, die mit König Æthelfrith (593–616) verheiratet war.

### Herrschaft
Deira war seit der Mitte des 5. Jahrhunderts von Angeln besiedelt, doch beginnt die geschichtliche Überlieferung mit Ælle. Nach dem Tod des Königs Ida von Bernicia (547–559/560), der möglicherweise über Bernicia und Deira geherrscht hatte, wurde Ælle im Jahr 560 König von Deira und regierte 30 Jahre. Auch Beda Venerabilis bezeugte Ælle als König Deiras in der Zeit vor 590. Diese allgemein übliche Datierung nach der Angelsächsischen Chronik wurde jedoch in Frage gestellt und eine Regierungszeit von den späten 560er Jahren bis nach 597 als Alternative aufgeworfen. Vermutlich unternahm Ælle Vorstöße in das von Briten besiedelte Tal des Flusses Wharfe. Ælle starb um das Jahr 588/590. Nachfolger wurde Æthelric, der ihn nach der Vita Oswaldi aus dem 12. Jahrhundert, getötet haben soll. Historiker sind geteilter Meinung, ob Ælles Nachfolger und Æthelric von Bernicia als dieselbe Person anzusehen sind.

## Rezeption
Beda Venerabilis berichtete von einer Überlieferung, der zufolge Papst Gregor der Große (590–604), als er von den Angeln und König Ælle, Namen, die er mit „Engeln“ und „Halleluja“ assoziierte, hörte, den Entschluss gefasst haben soll, Augustin als Missionar  nach England zu senden. Die Christianisierung Northumbrias erfolgte jedoch erst unter Ælles Sohn Edwin (616–633). Auch in die Altnordische Literatur hielt Ælle Einzug. In der Gautreks saga (spätes 13. Jahrhundert) besucht der Held Ref auf seiner Reise König Ælle. Geoffrey Chaucer, ein Dichter des 14. Jahrhunderts, beschrieb in der Romanze The Man of Law's (Canterbury Tales) die Beziehung Ælles zur christlichen Prinzessin Custance.